# 薩林城 (密蘇里州)
薩林城（英語：Saline City），又名利特爾羅克（Little Rock），是位於美國密蘇里州薩林縣的非建制地區。

## 歷史
名為薩林城的郵局於1869年設立，其後於1870年停運。
名為利特爾羅克的郵局於1878年設立，其後於1907年停運。

## 地理
薩林城所處的海拔為高於海平面209米（即686英呎），而該地所採用的時區為UTC-6，即北美中部時區（CST）。同時該地設有夏令時間，為UTC-6調快一小時，即UTC-5（CDT）。